# 도고정 (가고시마현)
도고정(일본어: 東郷町)은 일본 가고시마현 사쓰마군의 옛 정이다. 
1889년에 정촌제 시행에 따라 5촌의 구역을 확장해 가미토고촌이 성립해, 1952년에 도고촌이 명칭을 변경해 정으로 승격하였다. 1957년에 히가시토고촌의 일부를 편입하였다.
2004년 10월 12일에 센다이시 등과 함께 신설합병해, 사쓰마센다이시가 설치되어 자치체로서는 소멸하였다. 

## 지리
도고정은 가고시마현 북서부, 사쓰마군 서부에 위치하고 있다. 마을은 남쪽 끝을 동서로 흐르는 센다이강과 그 지류가 북쪽에 있는 시리오 산맥 능선보다 남쪽으로 흐르고 있으며, 가와우치강과 그 지류가 만들어낸 평야에 많은 취락이 있다. 정사무소는 도부치(斧淵)에 있으며, 그 주변에 시가지가 형성되어 있다. 

## 역사
- 1889년 4월 1일 - 정촌제 시행에 따라 현재의 구역을 확장해 가미토고촌이 성립하였다.
- 1952년 1월 1일 - 개칭과 정으로 승격해 도고정이 되었다.
- 1957년 4월 1일 - 시모토고촌의 일부를 편입해, 시모토고촌의 잔부는 다키정과 센다이시에 편입되었다.
- 2004년 10월 12일 - 센다이시·히와키정·이리키정·도고정·사토촌·가미코시키촌·시모코시키촌·가시마촌과 합병해 사쓰마센다이시가 되었다.

## 교통

### 도로
- 국도 267호선

## 참고 문헌
- 角川日本地名大辞典編纂委員会,『角川日本地名大辞典 鹿児島県』1983, 角川書店